# Tonkawa (Oklahoma)
Tonkawa è una città degli Stati Uniti, situata nello Stato dell'Oklahoma, nella Contea di Kay.